# Cerradomys maracajuensis
Cerradomys maracajuensis är en gnagare i familjen hamsterartade gnagare som förekommer i Sydamerika. Arten listades fram till 2006 i släktet risråttor. Artepitetet i det vetenskapliga namnet syftar på kommunen Maracaju i Brasilien.
Vuxna exemplar är utan svans 140 till 185 mm långa, svanslängden är 171 till 225 mm och bakfötterna är 34 till 43 mm långa. Den borstiga och spräckliga pälsen på ovansidan är ljusbrun till orangebrun och undersidans päls är ljusgrå, ibland med gula nyanser. Jämförd med andra släktmedlemmar är arten större och bakfötterna är kraftigare. Den diploida kromosomuppsättningen har 56 kromosomer (2n=56).
Utbredningsområdet sträcker sig över centrala Brasilien, nordöstra Bolivia och norra Paraguay. Exemplaren lever i låglandet i galleriskogar. De besöker även buskskogar, översvämmad pampas och gläntor med gräs i större skogar. I Bolivia hittades dräktiga honor med två eller fyra embryon i juni och september.
Beståndet påverkas i viss mån av skogarnas omvandling till jordbruksmark. Cerradomys maracajuensis har ganska bra anpassningsförmåga. IUCN listar arten som livskraftig (LC).